# ラズベリーパイ
ラズベリーパイ（英語: Raspberry pie）とはラズベリーを使用したパイである。ラズベリー、砂糖、レモン汁、塩、バターなどが主な材料である。派生レシピとしてはクリームを使用したラズベリークリームパイなどがある。ラズベリーパイは世界中で食されており、どの地域が起源であるかははっきりわかっていない。

## 派生レシピ
さまざまな他のフルーツと組み合わせることがあり、桃と組み合わせたピーチ・アンド・ラズベリー・パイ、リンゴと組み合わせたアップル・アンド・ラズベリー・パイなどがある。クリームを用いたラズベリークリームパイも広く食されている。作家のユードラ・ウェルティが名付けたという言い伝えのあるラズベリー・ラプチャーはラズベリー、ホイップクリーム、アーモンドクリームを用いる。タルト生地を用いたラズベリータルトにすることもある。
ラズベリータルト味のアイスクリームも存在する。

## 記念日
アメリカでは8月1日がラズベリークリームパイの日とされており、ラズベリークリームパイを焼いたり食したりして祝う。
さまざまなラズベリーパイ
- ラズベリータルト
- ブラックベリーとラズベリーのタルト
- ラスベリークレームブリュレタルト
- ラスベリーを含むさまざまなベリーのタルト
- キーライムゴールデンラズベリーパイ
- 西洋ナシとラズベリーのパイ
- ルバーブとラズベリーのパイ
- りんごとラズベリーのパイ